# Broomperidol
Broomperidol is een klassiek antipsychoticum dat in Nederland op de markt gebracht is onder de naam Impromen. Het is een sterk antipsychoticum met een lange halveringstijd dat gebruikt wordt voor de behandeling van schizofrenie. Het middel is in 1966 ontdekt door Janssen Pharmaceutica.